# Iver Hvitfeldt (1886)
«Івер Гюітфельд» - єдиний свого типу броненосець берегової оборони Королівських військово-морських сил Данії. Носив ім'я Івера Гюітфельда (1665-1710), датсько-норвезького військово-морського офіцера, адмірала, героя Великої Північної війни.
Корабель служив з 1887 по 1919 рік. 

## Конструкція

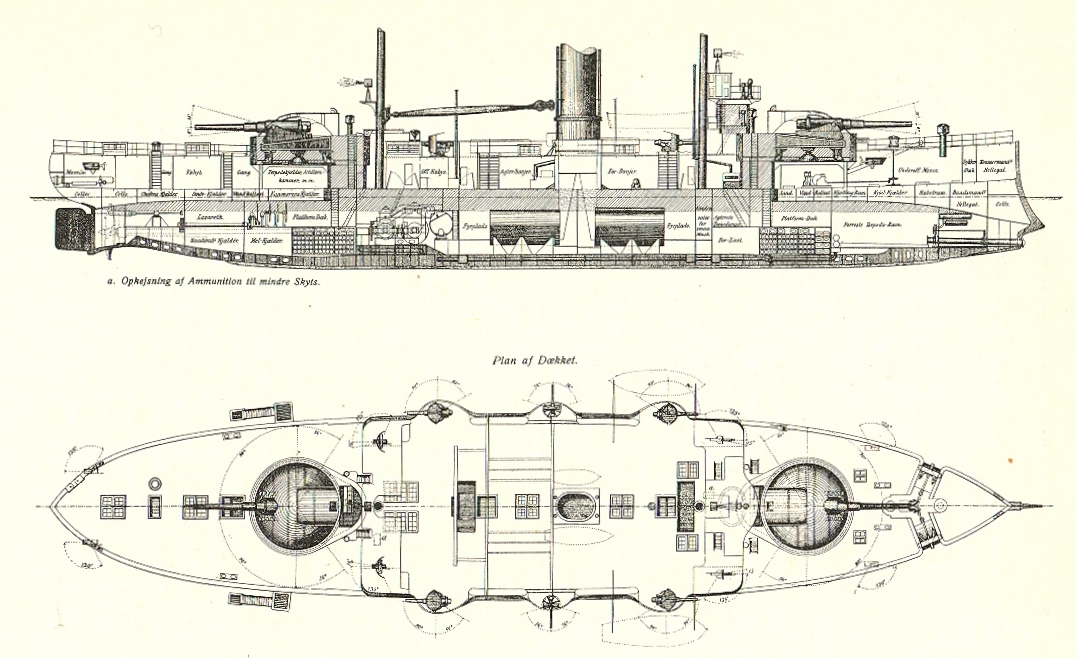
План броненосця «Івер Гюітфельд»

Головний калібр «Івер Гюітфельда» зменшився з 355 мм у попередника Tordenskjold, до 260 мм. Втім цих гармат було дві (на носі та кормі) замість одної у попередника, вони були більш далекобійними (9 500 метрів проти 9 000 м.) та скорострільними. Гармати головного калібру були встановлені у барбетах. Чотири 120 мм. гармати розташовувалися у виступах по бортах.
Як і більшість броненосців того часу, броньовий пояс прикривав лише центральну частину корабля, оконечності захищала лише броньована палуба. 

## Служба
До 1907 року корабель брав участь у походах основних сил флоту. За оборонною системою 1909 року його класифікували як «корабель оборони», що означало, що він призначений виключно для дій у безпосередній близкості ло столиці - Копенгагена. 
Під час Першої світової війни, коли більшість данських військових кораблів активно діяли у складі Сил безпеки, охороняючи нейтралітет Данії, старий броненосець знаходився у резерві. Поступово легші скорострільні гармати з нього знімалися для озброєння інших кораблів. 1918 року перекласифікований у плавучу казарму. Наступного року був проданий та утилізований.